# Campeonato Sudamericano de Fútbol Sub-15 de 2013
El VI Campeonato Sudamericano de Fútbol Sub-15 de 2013 fue el torneo que se llevó a cabo en Bolivia desde el 16 y hasta el 30 de noviembre de ese año. En el torneo participaron las diez selecciones afiliadas a la Conmebol con jugadores nacidos en 1998. Este torneo fue un clasificatorio para los Juegos Olímpicos de la Juventud 2014 entregando una plaza para dicho torneo.
El formato del torneo fue el siguiente: las diez selecciones participantes son divididas en dos grupos de cinco selecciones cada una y se enfrentaron en un sistema de todos contra todos a una sola rueda, donde cada equipo jugará 4 partidos. Pasaron a la siguiente fase los dos primeros de cada grupo, que jugaron en eliminación directa, constando esta en semifinales, final y un partido por el tercer puesto. Se consagró campeón a la selección ganadora de la última fase.

## Sedes
| Ciudad                  | Estadio                 | Capacidad |
| ----------------------- | ----------------------- | --------- |
| Santa Cruz de la Sierra | Ramón Tahuichi Aguilera | 35.000    |
| Tarija                  | Estadio IV Centenario   | 15.000    |
| Montero                 | Estadio Gilberto Parada | 12.000    |

## Equipos participantes
| Equipos participantes | Equipos participantes | Equipos participantes | Equipos participantes | Equipos participantes |
| --------------------- | --------------------- | --------------------- | --------------------- | --------------------- |
| Argentina             | Bolivia               | Brasil                | Chile                 | Colombia              |
| Ecuador               | Paraguay              | Perú                  | Uruguay               | Venezuela             |

## Grupos
- Los horarios corresponden a la hora de Bolivia (UTC-4)

### Grupo A
| Equipo    | Pts | PJ | PG | PE | PP | GF | GC | Dif |
| --------- | --- | -- | -- | -- | -- | -- | -- | --- |
| Perú      | 10  | 4  | 3  | 1  | 0  | 11 | 5  | 6   |
| Argentina | 10  | 4  | 3  | 1  | 0  | 11 | 7  | 4   |
| Paraguay  | 4   | 4  | 1  | 1  | 2  | 6  | 6  | 0   |
| Ecuador   | 4   | 4  | 1  | 1  | 2  | 5  | 6  | -1  |
| Bolivia   | 0   | 4  | 0  | 0  | 4  | 2  | 11 | -9  |

Fecha 1:
| 16 de noviembre de 2013, 14:00 | Argentina                | 2:1 (1:1) | Ecuador           | Estadio IV Centenario, Tarija, Bolivia |                              |
|                                | Federico Vietto 7' 90+1' | Reporte   | Eduard Vivero 28' | Árbitro(s): Wilson Lamouroux           | Árbitro(s): Wilson Lamouroux |

| 16 de noviembre de 2013, 16:00 | Bolivia | 0:3 (0:0) | Paraguay                                               | Estadio IV Centenario, Tarija, Bolivia |                          |
|                                |         | Reporte   | Arturo Aranda 65' · David Colman 67' · Sergio Díaz 68' | Árbitro(s): Andrés Cunha               | Árbitro(s): Andrés Cunha |

- Fecha libre:  Perú

Fecha 2:
| 18 de noviembre de 2013, 14:00 | Paraguay             | 1:2 (0:1) | Perú                                   | Estadio IV Centenario, Tarija, Bolivia |                            |
|                                | Guillermo Frachi 74' | Reporte   | Jesús Mendieta 20' · Jordan Guivin 68' | Árbitro(s): Eduardo Gamboa             | Árbitro(s): Eduardo Gamboa |

| 18 de noviembre de 2013, 16:00 | Bolivia           | 1:2 (0:2) | Argentina                                | Estadio IV Centenario, Tarija, Bolivia |                            |
|                                | Bruno Miranda 72' | Reporte   | Leandro Fernández 4' · Facundo Pardo 13' | Árbitro(s): Wilton Sampaio             | Árbitro(s): Wilton Sampaio |

- Fecha libre:  Ecuador

Fecha 3:
| 20 de noviembre de 2013, 14:00 | Paraguay           | 1:1 (1:0) | Ecuador           | Estadio IV Centenario, Tarija, Bolivia |                          |
|                                | Julio Villalba 21' | Reporte   | Johao Montaño 55' | Árbitro(s): Andrés Cunha               | Árbitro(s): Andrés Cunha |

| 20 de noviembre de 2013, 16:00 | Bolivia | 0:3 (0:1) | Perú                                      | Estadio IV Centenario, Tarija, Bolivia |                              |
|                                |         | Reporte   | Luis Iberico 42' 53' · Jesús Mendieta 65' | Árbitro(s): Jesús Valenzuela           | Árbitro(s): Jesús Valenzuela |

- Fecha libre:  Argentina

Fecha 4:
| 22 de noviembre de 2013, 14:00 | Ecuador | 0:2 (0:2) | Perú                                | Estadio IV Centenario, Tarija, Bolivia |                              |
|                                |         | Reporte   | Luis Iberico 8' · Jeremy Canela 27' | Árbitro(s): Wilson Lamouroux           | Árbitro(s): Wilson Lamouroux |

| 22 de noviembre de 2013, 16:00 | Argentina                                      | 3:1 (2:0) | Paraguay           | Estadio IV Centenario, Tarija, Bolivia |                            |
|                                | Matías Roskopf 39' 90+2' · Federico Vietto 27' | Reporte   | Julio Villalba 51' | Árbitro(s): Wilton Sampaio             | Árbitro(s): Wilton Sampaio |

- Fecha libre:  Bolivia

Fecha 5:
| 24 de noviembre de 2013, 14:00 | Argentina                                                       | 4:4 (2:3) | Perú                                             | Estadio IV Centenario, Tarija, Bolivia |                            |
|                                | Thomas Conechny 6' 14' · Mathias Roskopf 70' · Franco Ramos 78' | Reporte   | Hideyoshi Arakaki 11' 32' · Luis Iberico 17' 88' | Árbitro(s): Eduardo Gamboa             | Árbitro(s): Eduardo Gamboa |

| 24 de noviembre de 2013, 16:00 | Bolivia           | 1:3 (0:1) | Ecuador                                                       | Estadio IV Centenario, Tarija, Bolivia |                              |
|                                | Bruno Miranda 53' | Reporte   | Edgar Vivero 30' · Renny Jaramillo 65' · Estefano Tello 90+2' | Árbitro(s): Jesús Valenzuela           | Árbitro(s): Jesús Valenzuela |

- Fecha libre:  Paraguay

### Grupo B
| Equipo    | Pts | PJ | PG | PE | PP | GF | GC | Dif |
| --------- | --- | -- | -- | -- | -- | -- | -- | --- |
| Colombia  | 10  | 4  | 3  | 1  | 0  | 9  | 3  | 6   |
| Chile     | 7   | 4  | 2  | 1  | 1  | 6  | 5  | 1   |
| Brasil    | 5   | 4  | 1  | 2  | 1  | 4  | 2  | 2   |
| Uruguay   | 5   | 4  | 1  | 2  | 1  | 6  | 5  | 1   |
| Venezuela | 0   | 4  | 0  | 0  | 4  | 4  | 14 | -10 |

Fecha 1:
| 17 de noviembre de 2013, 14:00 | Venezuela                                 | 2:4 (0:2) | Colombia                                      | Estadio Gilberto Parada, Montero, Bolivia |                         |
|                                | Anthony Trujillo 70' · Yangel Herrera 80' | Reporte   | Edwuin Cetré 13' 67' · Edward Bolaños 25' 68' | Árbitro(s): Gery Vargas                   | Árbitro(s): Gery Vargas |

| 17 de noviembre de 2013, 16:00 | Brasil | 0:0     | Uruguay | Estadio Gilberto Parada, Montero, Bolivia |                        |
|                                |        | Reporte |         | Árbitro(s): Pablo Díaz                    | Árbitro(s): Pablo Díaz |

- Fecha libre:  Chile

Fecha 2:
| 19 de noviembre de 2013, 18:00 | Uruguay            | 2:2 (2:2) | Chile                                  | Ramón Tahuichi Aguilera, Santa Cruz, Bolivia |                               |
|                                | Diego Rossi 2' 38' | Reporte   | Mathías Pinto 9' · Ricardo Álvarez 22' | Árbitro(s): Miguel Santivañez                | Árbitro(s): Miguel Santivañez |

| 19 de noviembre de 2013, 20:00 | Brasil                                | 3:0 (3:0) | Venezuela | Ramón Tahuichi Aguilera, Santa Cruz, Bolivia |                         |
|                                | Evander Da Silva Ferreira 18' 31' 33' | Reporte   |           | Árbitro(s): Carlos Orbe                      | Árbitro(s): Carlos Orbe |

- Fecha libre:  Colombia

Fecha 3:
| 21 de noviembre de 2013, 18:00 | Uruguay | 0:1 (0:0) | Colombia           | Ramón Tahuichi Aguilera, Santa Cruz, Bolivia |                        |
|                                |         | Reporte   | Edward Bolaños 91' | Árbitro(s): Pablo Díaz                       | Árbitro(s): Pablo Díaz |

| 21 de noviembre de 2013, 20:00 | Brasil | 0:1 (0:0) | Chile             | Ramón Tahuichi Aguilera, Santa Cruz, Bolivia |                                 |
|                                |        | [http://dfcms3.datafactory.la/conmebol/sudamericanosub15/fichas/ficha186840.html (enlace roto disponible en Internet Archive; véase el historial, la primera versión y la última). Reporte] | Mathías Pinto 63' | Árbitro(s): Mario Díaz de Vivar              | Árbitro(s): Mario Díaz de Vivar |

- Fecha libre:  Venezuela

Fecha 4:
| 23 de noviembre de 2013, 14:00 | Colombia                                                          | 3:0 (1:0) | Chile | Ramón Tahuichi Aguilera, Santa Cruz, Bolivia |                         |
|                                | Edward Bolaños 33' · Andrés Mosquera 70' · Jonathan Cuellar 90+1' | Reporte   |       | Árbitro(s): Carlos Orbe                      | Árbitro(s): Carlos Orbe |

| 23 de noviembre de 2013, 16:00 | Venezuela                                | 2:4 (1:1) | Uruguay                                                                | Ramón Tahuichi Aguilera, Santa Cruz, Bolivia |                         |
|                                | Marcos Farisato 15' · Yangel Herrera 79' | Reporte   | Santiago Ramírez 20' 90+4' · Diego Rossi 84' · Federico Valverde 90+2' | Árbitro(s): Gery Vargas                      | Árbitro(s): Gery Vargas |

- Fecha libre:  Brasil

Fecha 5:
| 25 de noviembre de 2013, 18:00 | Venezuela | 0:3 (0:3) | Chile                                                   | Estadio Gilberto Parada, Montero, Bolivia |                               |
|                                |           | Reporte   | Manuel Reyes 11' · Luis Salas 21' · Paul Fermandois 35' | Árbitro(s): Miguel Santivañez             | Árbitro(s): Miguel Santivañez |

| 25 de noviembre de 2013, 20:00 | Brasil               | 1:1 (0:1) | Colombia            | Estadio Gilberto Parada, Montero, Bolivia |                        |
|                                | Miullen Carvalho 69' | Reporte   | Andrés Mosquera 24' | Árbitro(s): Pablo Díaz                    | Árbitro(s): Pablo Díaz |

- Fecha libre:  Uruguay

## Fase final
|  | Semifinales     | Semifinales     |   |                 | Final           | Final           |  |
|  | 28 de noviembre | 28 de noviembre |   |                 | 30 de noviembre | 30 de noviembre |  |
|  |                 |                 |   |                 |                 |                 |  |
|  | 28 de noviembre |                 |   |                 |                 |                 |  |
|  | Perú            | 2               |   |                 |                 |                 |  |
|  | Chile           | 0               |   |                 |                 |                 |  |
|  |                 |                 |   |                 |                 |                 |  |
|  |                 |                 |   |                 | 30 de noviembre |                 |  |
|  |                 |                 |   |                 | Perú            | 1               |  |
|  |                 | Colombia        | 0 |                 |                 |                 |  |
|  |                 |                 |   |                 |                 |                 |  |
|  |                 |                 |   |                 |                 |                 |  |
|  |                 |                 |   |                 | Tercer lugar    |                 |  |
|  | 28 de noviembre | 28 de noviembre |   | 30 de noviembre | 30 de noviembre |                 |  |
|  | Colombia        | 2               |   | Chile           | 1               |                 |  |
|  | Argentina       | 0               |   |                 | Argentina       | 2               |  |

### Semifinales
| 28 de noviembre de 2013, 18:00 | Colombia                            | 2:0 (1:0) | Argentina | Ramón Tahuichi Aguilera, Santa Cruz, Bolivia |                         |
|                                | Edward Bolaños 9' · Jhon Lucumi 55' | Reporte   |           | Árbitro(s): Carlos Orbe                      | Árbitro(s): Carlos Orbe |

| 28 de noviembre de 2013, 20:00 | Perú                                     | 2:0 (0:0) | Chile | Ramón Tahuichi Aguilera, Santa Cruz, Bolivia |                                 |
|                                | Luis Iberico 58' · Hideyoshi Arakaki 65' | Reporte   |       | Árbitro(s): Mario Díaz de Vivar              | Árbitro(s): Mario Díaz de Vivar |

### Tercer puesto
| 30 de noviembre de 2013, 16:00 | Chile               | 1:2 (1:2) | Argentina                               | Ramón Tahuichi Aguilera, Santa Cruz, Bolivia |                         |
|                                | Ricardo Álvarez 41' | [http://dfcms3.datafactory.la/conmebol/sudamericanosub15/fichas/ficha186862.html (enlace roto disponible en Internet Archive; véase el historial, la primera versión y la última). Reporte] | Federico Vietto 5' · Matias Roskopf 37' | Árbitro(s): Gery Vargas                      | Árbitro(s): Gery Vargas |

### Final
| 30 de noviembre de 2013, 18:00 | Perú             | 1:0 (0:0) | Colombia | Ramón Tahuichi Aguilera, Santa Cruz, Bolivia |                            |
|                                | Luis Iberico 83' | [http://dfcms3.datafactory.la/conmebol/sudamericanosub15/fichas/ficha186863.html (enlace roto disponible en Internet Archive; véase el historial, la primera versión y la última). Reporte] |          | Árbitro(s): Wilton Sampaio                   | Árbitro(s): Wilton Sampaio |

| Perú                     |
| Campeón Perú 1.er título |

## Estadísticas

### Tabla general
| Equipo | Equipo    | Pts | PJ | PG | PE | PP | GF | GC | Dif | Rend  |
| ------ | --------- | --- | -- | -- | -- | -- | -- | -- | --- | ----- |
| 1      | Perú      | 16  | 6  | 5  | 1  | 0  | 14 | 5  | +9  | 88,8% |
| 2      | Colombia  | 13  | 6  | 4  | 1  | 1  | 11 | 4  | +7  | 72,2% |
| 3      | Argentina | 13  | 6  | 4  | 1  | 1  | 13 | 10 | +3  | 72,2% |
| 4      | Chile     | 7   | 6  | 2  | 1  | 3  | 7  | 9  | -2  | 38,8% |
| 5      | Brasil    | 5   | 4  | 1  | 2  | 1  | 4  | 2  | +2  | 41,6% |
| 6      | Uruguay   | 5   | 4  | 1  | 2  | 1  | 6  | 5  | +1  | 41,6% |
| 7      | Paraguay  | 4   | 4  | 1  | 1  | 2  | 6  | 6  | 0   | 33,3% |
| 8      | Ecuador   | 4   | 4  | 1  | 1  | 2  | 5  | 6  | -1  | 33,3% |
| 9      | Bolivia   | 0   | 4  | 0  | 0  | 4  | 2  | 11 | -9  | 0,0%  |
| 10     | Venezuela | 0   | 4  | 0  | 0  | 4  | 4  | 14 | -10 | 0,0%  |

|  | Clasificado a los Juegos Olímpicos de la Juventud 2014. |

### Goleadores
| Jugadores                 | Selección | Goles |
| ------------------------- | --------- | ----- |
| Luis Iberico              | Perú      | 7     |
| Edward Bolaños            | Colombia  | 5     |
| Federico Vietto           | Argentina | 4     |
| Matías Roskopf            | Argentina | 4     |
| Hideyoshi Arakaki         | Perú      | 3     |
| Evander Da Silva Ferreira | Brasil    | 3     |
| Diego Rossi               | Uruguay   | 3     |
| Jesús Mendieta            | Perú      | 2     |
| Edwuin Cetré              | Colombia  | 2     |
| Leandro Emanuel Fernández | Argentina | 1     |

## Clasificado para losJuegos Olímpicos de la Juventud 2014
|      |
| Perú |